# Краб кокосовий
Рак пальмовий злодій, Краб коко́совий, або па́льмовий краді́й (Birgus latro) — вид десятиногих ракоподібних з надродини раків-самітників (Paguroidea). На відміну від інших раків-самітників, він використовує пусті мушлі черевоногих молюсків тільки на ранніх стадіях розвитку. Дорослі особини ведуть сухопутний спосіб життя. Краб поширений у тропіках на островах Індійського та західної частини Тихого океанів. М'ясо вживають в їжу.

## Морфологія

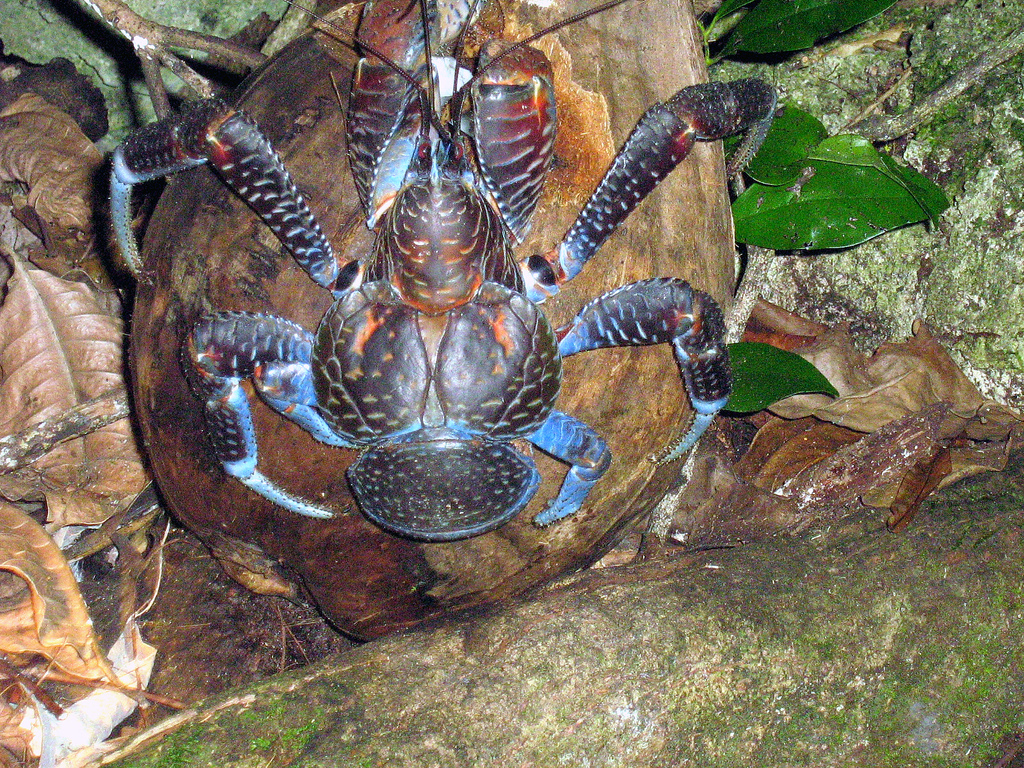
Кокосовий краб на кокосі

B. latro є найбільшим наземним членистоногим і навіть наземним безхребетним у світі; відомості про його розміри різняться, але більшість джерел вказують на довжину тіла до 40 см, вагу до 4,5 кг і розмах ніг близько 1 м, самці зазвичай більші за самок. Довжина карапакса може досягати 78 мм, а ширина до 200 мм.
Тіло кокосового краба, як і всіх десятиногих, розділене на передню частину (головогруди, також цефалоторакс, просома), яка має 10 ніг, і черевце. Передня пара ніг має великі хели (кігті), причому ліва більша за праву. Наступні дві пари, як і в інших раків-самітників, мають великі, потужні ходильні ноги з загостреними кінчиками, які дозволяють кокосовим крабам лазити по вертикальних або похилих поверхнях. Четверта пара ніг менша, що дозволяє молодим кокосовим крабам хапатися за внутрішню частину шкаралупи або лушпиння кокосового горіха для захисту; дорослі використовують цю пару для прогулянок і лазіння. Остання пара ніг дуже маленька і використовується самками для перенесення яєць та самцями під час спаровування. Ця остання пара ніг зазвичай знаходиться всередині панцира, в порожнині, що містить органи дихання. Дихання відбувається завдяки своєрідним легеням: внутрішній оболонці зябрової камери, пронизаної численними судинами.
У пальмових злодіїв розвинений зір (очі на стеблинах) і нюх (довгі вусики). Щетинки, розташовані на клешнях, виконують тактильну функцію.
Тварини на різних островах мають певну різницю в кольорі від оранжево-червоного до багряно-блакитного; у більшості регіонів синій є переважаючим кольором, але в деяких місцях, включаючи Сейшельські острови, більшість особин червоні.
Хоча B. latro є похідним типом раків-відлюдників, лише молоді особини використовують мушлі равликів, щоб захистити свої м'які черевця. На відміну від інших крабів-відлюдників, дорослі кокосові краби мають власний міцний покрив черевця. Оскільки цей вид не обмежений фізичними обмеженнями життя в мушлі, він найбільший раків-відлюдників родини Coenobitidae. Як і більшість справжніх крабів, B. latro згинає хвіст під тілом для захисту. Тверде черевце захищає кокосового краба та зменшує втрату води на суші, але йому необхідно періодично линяти.

## Ареал
Кокосові краби широко поширені на тропічних островах Індійського Тихого океану: від Маврикію та островів Альдабра в Індійському океані до Піткернів, Туамату та острова Пасхи в Тихому океані, а також на Мадагаскарі та Сейшельських островах. Є популяції на узбережжі Танзанії.

## Живлення та спосіб життя
Пальмові злодії активні переважно вночі. Більшість дня краб проводить у норах завглибшки до 0,6 метра. Іноді в одній норі проживає по два краби. Можуть заходити на відстань до 6 км від берега. Дорослі кокосові краби не вміють плавати і гинуть, якщо довго перебувають у воді. Їхній гострий нюх дозволяє виявляти їжу на великих відстанях.
Пальмовий злодій харчується впалими плодами (зокрема кокосами та панданусом), падаллю та панцирами інших крабів (для отримання кальцію для власного панцира). Здатен полювати на дрібних тварин, влаштовує засідки на птахів. Якщо на землі їжі немає, краб залазить на пальму і скидає з неї кокос, який розбивається. Слідом краб може зістрибнути сам, щоб здобич не дісталася іншим крабам. Також можуть просвердлювати кокоси клешнями. Вони часто приносять здобич до своєї нори, щоб споживати її там впродовж тривалого часу.
Ці краби ведуть самітний спосіб життя, виходячи зі своїх нір лише для пошуку їжі або спарювання. Спілкування між крабами здійснюється за допомогою рухів. Наприклад, рух клешнями та ногами вгору-вниз є сигналом для меншого краба зупинитися, коли він стикається з більшим крабом. Краби, що живуть на великих островах, ведуть кочовий спосіб життя, часто подорожуючи до нових нір, тоді як краби на менших островах, як правило, мешкають у одній норі.

## Розмноження

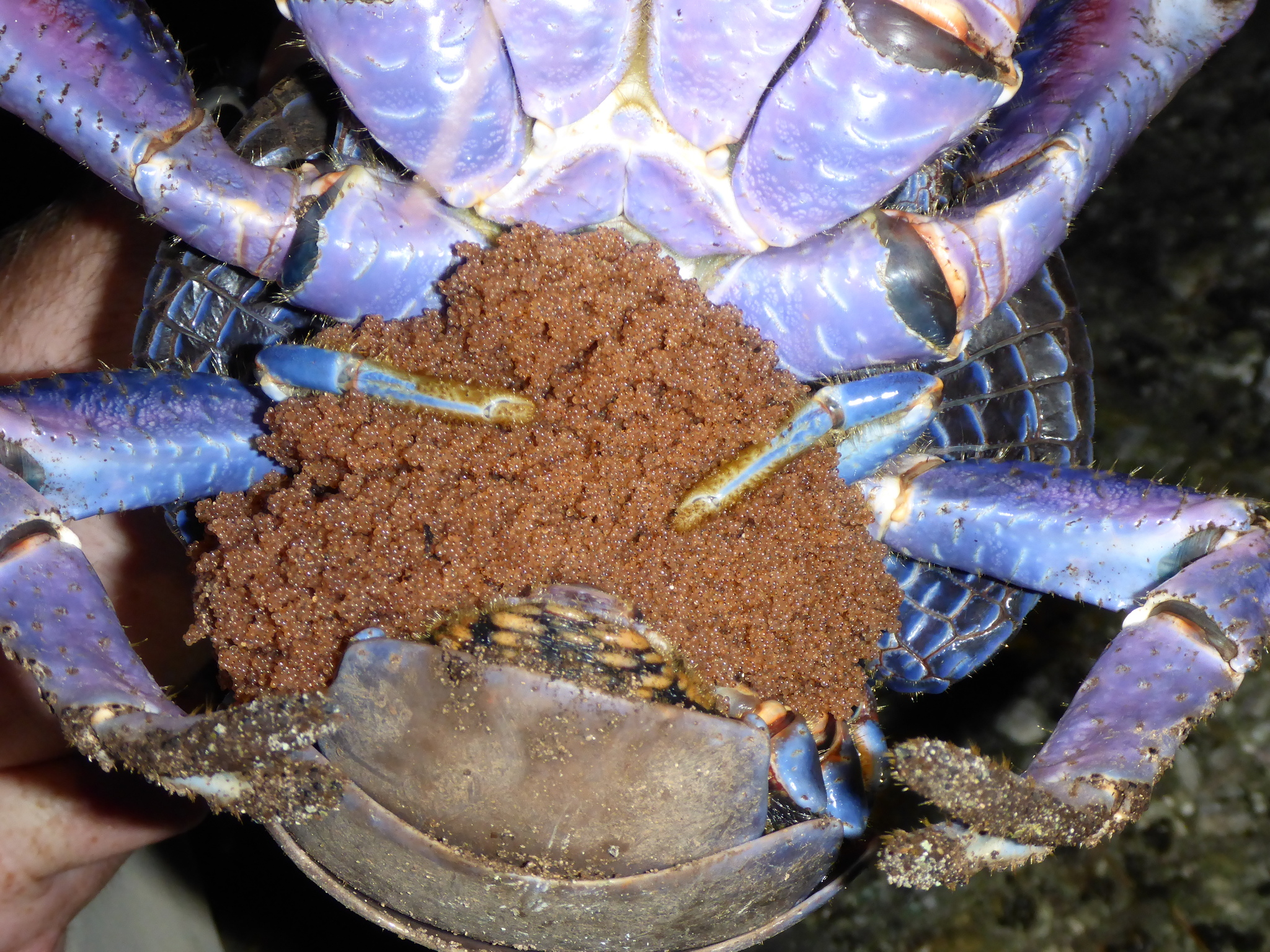
Самиця з яйцями

Парування відбувається на суші. При цьому в пальмових злодіїв не спостерігається особливої залицяльної поведінки, властивої іншим крабам-самітникам. Яйця помаранчеві. Самки носять запліднені яйця, прикріплені до їхнього черевця, від 25 до 45 днів. Дозрівання яєць залежить від припливних ритмів і зазвичай відбувається впродовж літа.
Самка відкладає від 50 тис. до 138 тис. дозрілих яєць у море, під час найвищого припливу, і з них одразу вилуплюються мікроскопічні личинки. Личинкова стадія, яка живе у воді, харчується дрібними організмами. Через 20-30 днів вона покидає воду, щоб жити в морській мушлі протягом 2-3 тижнів. Потім вона скидає мушлю, заривається у вологий пісок і перетворюється на маленьку дорослу особину.
Статева зрілість настає приблизно через 5 років, тоді як повна тривалість життя може перевищувати 60 років, а за деякими оцінками — до 120 років. Впродовж життя краб линяє. Поки новий панцир не затвердне, краб лишається вразливим, тому чекає в норі від 3 до 16 тижнів. Перед цим він активно від'їдається та виробляє багато гемолімфи. Потім споживає скинутий панцир.

## Екологічне значення
Споживаючи падаль, пальмові краби сприяють кругообігу поживних речовин. Через властиву їм поведінку покидати недоїдені фрукти, краби також сприяють поширенню насіння.

## Значення для людини
Людина — єдина істота, що систематично полює на пальмових крабів. Вони вважаються делікатесом у деяких культурах і подаються на весіллях чи інших урочистостях, а також у деяких ресторанах. Крабів неважко зловити, і вони містять багато м'яса. Також вживаються їхні яйця та жир.
Міжнародний союз охорони природи та природних ресурсів зарахував кокосових крабів до категорії тварин, про яких «бракує даних». Надмірний вилов цих тварин і їхній повільний ріст зумовив, що великі особині стали рідкістю на деяких малих островах. Але жодна організація не вважає, що перебувають під загрозою зникнення. На Гуамі та у Федеративних Штатах Мікронезії заборонено вилов самок, що несуть яйця.
За певного раціону м'ясо кокосового краба стає отруйним і може призводити до смерті людей, які його з'їли. Це стається, якщо тварина харчується отруйними плодами, як морський манго (Cerbera manghas).

## Галерея

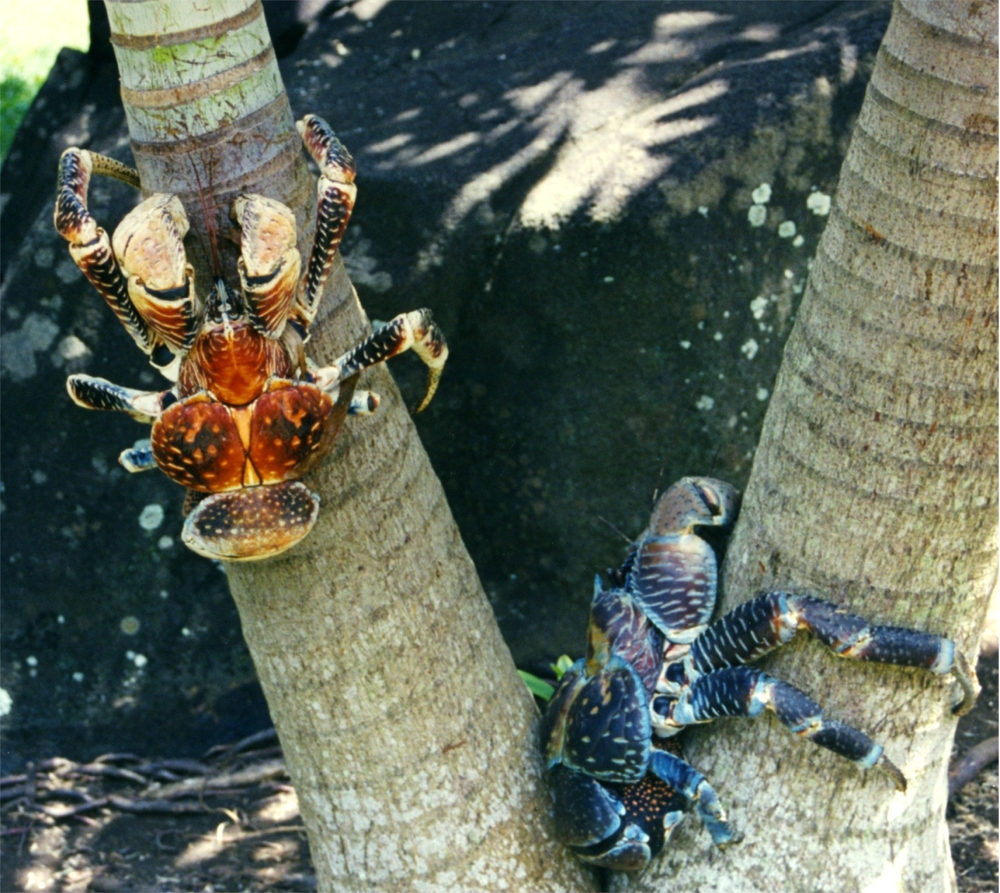
Краби різного забарвлення на пальмах
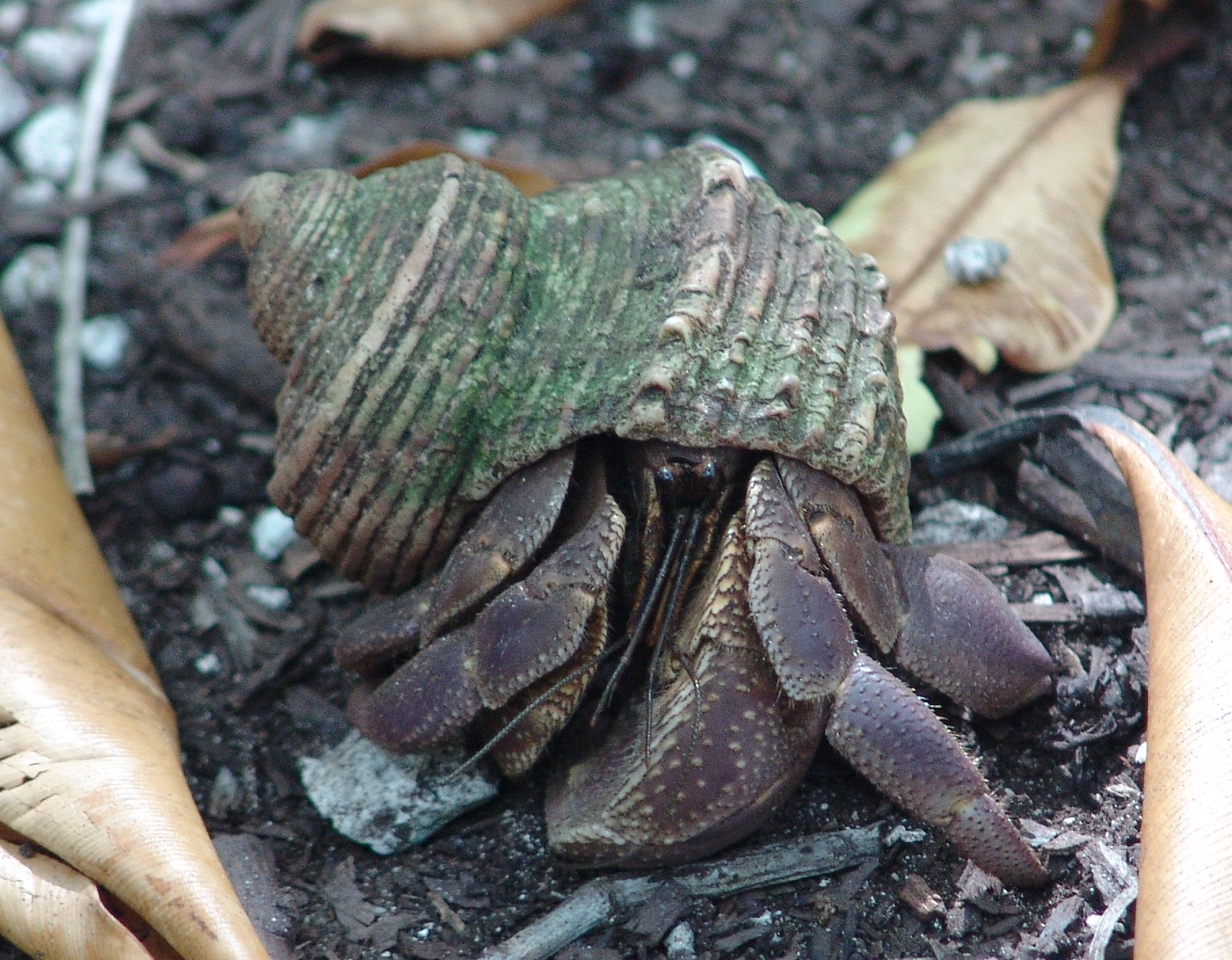
Дитинча краба в мушлі
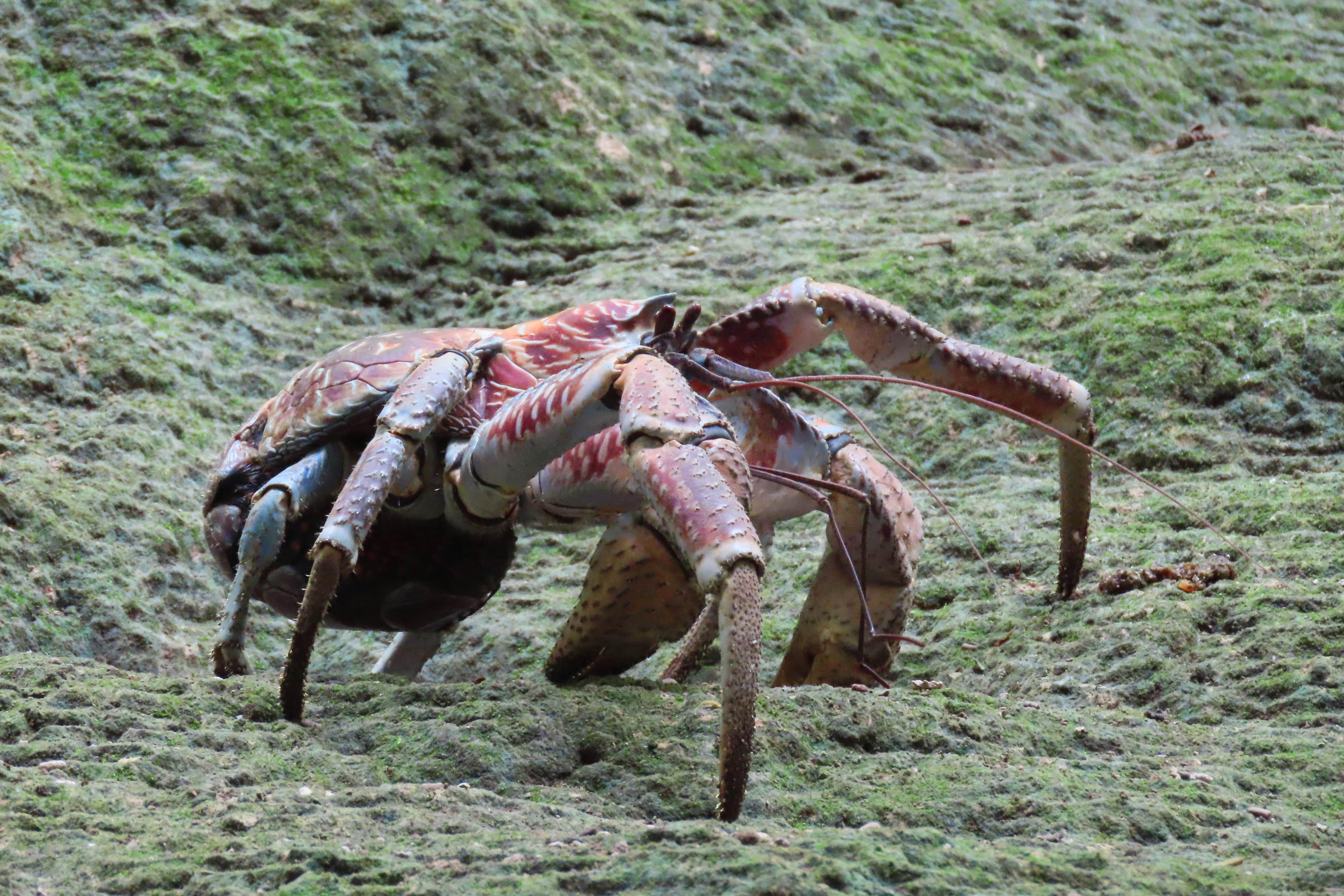
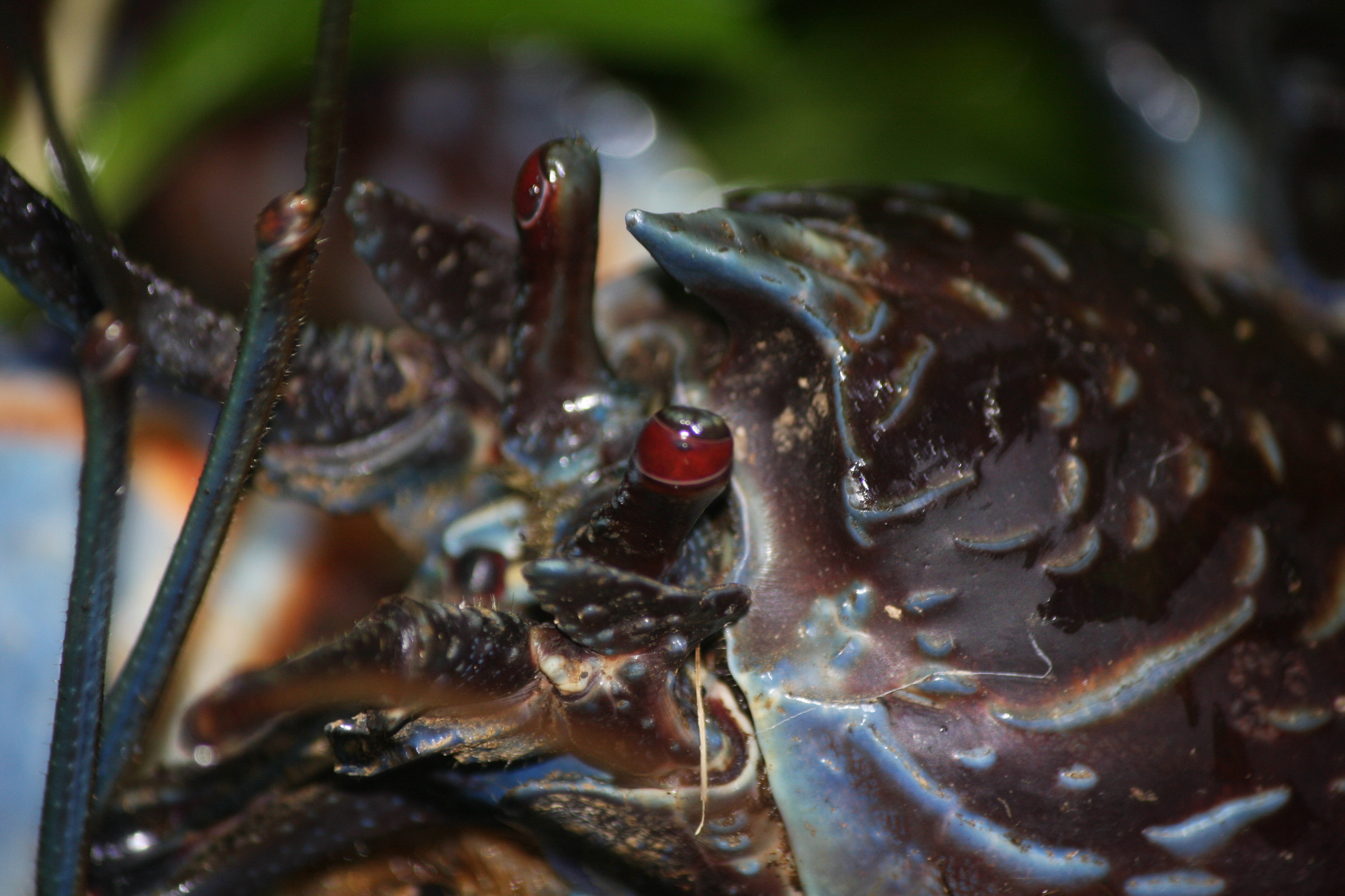
Голова
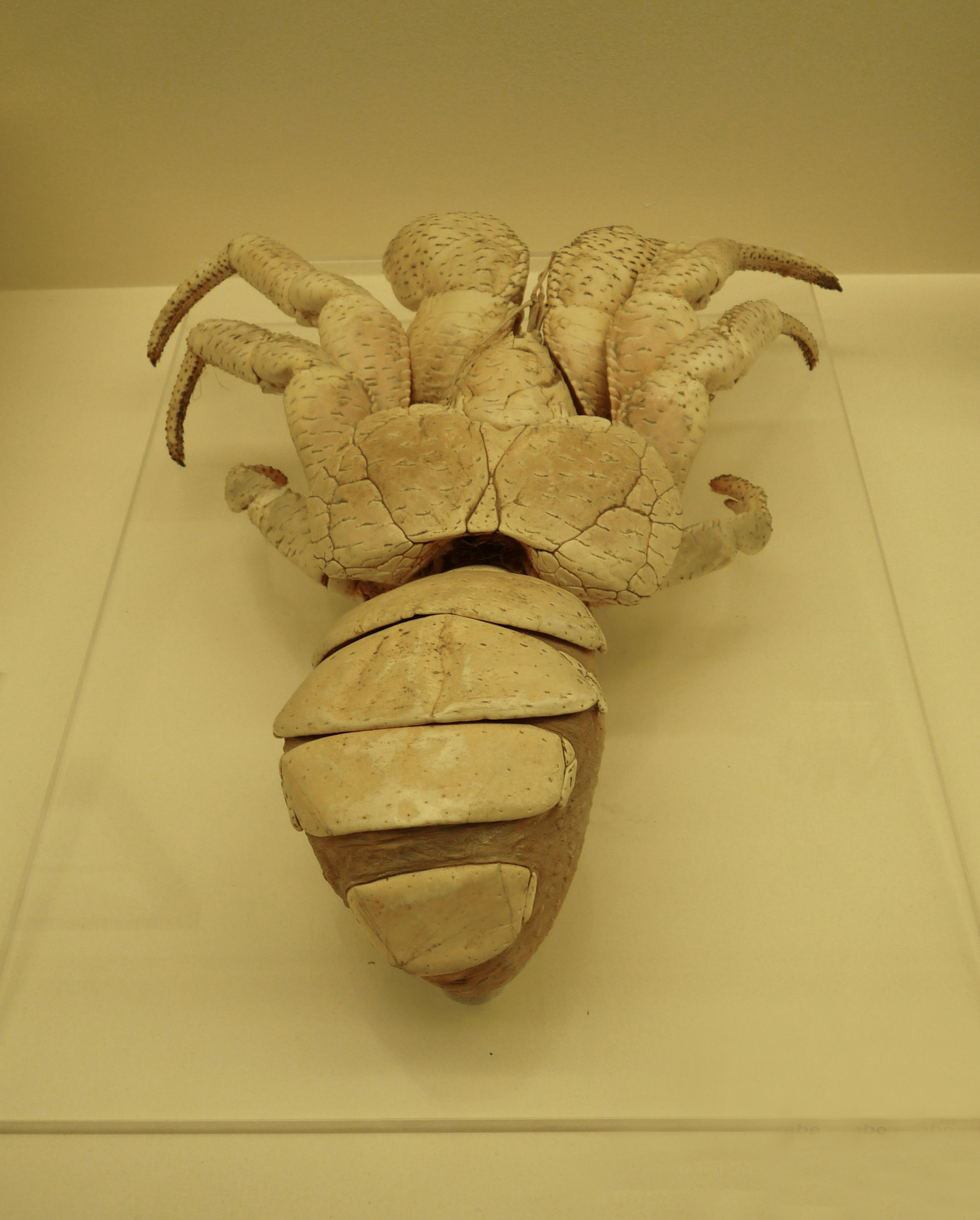
Розгорнений панцир
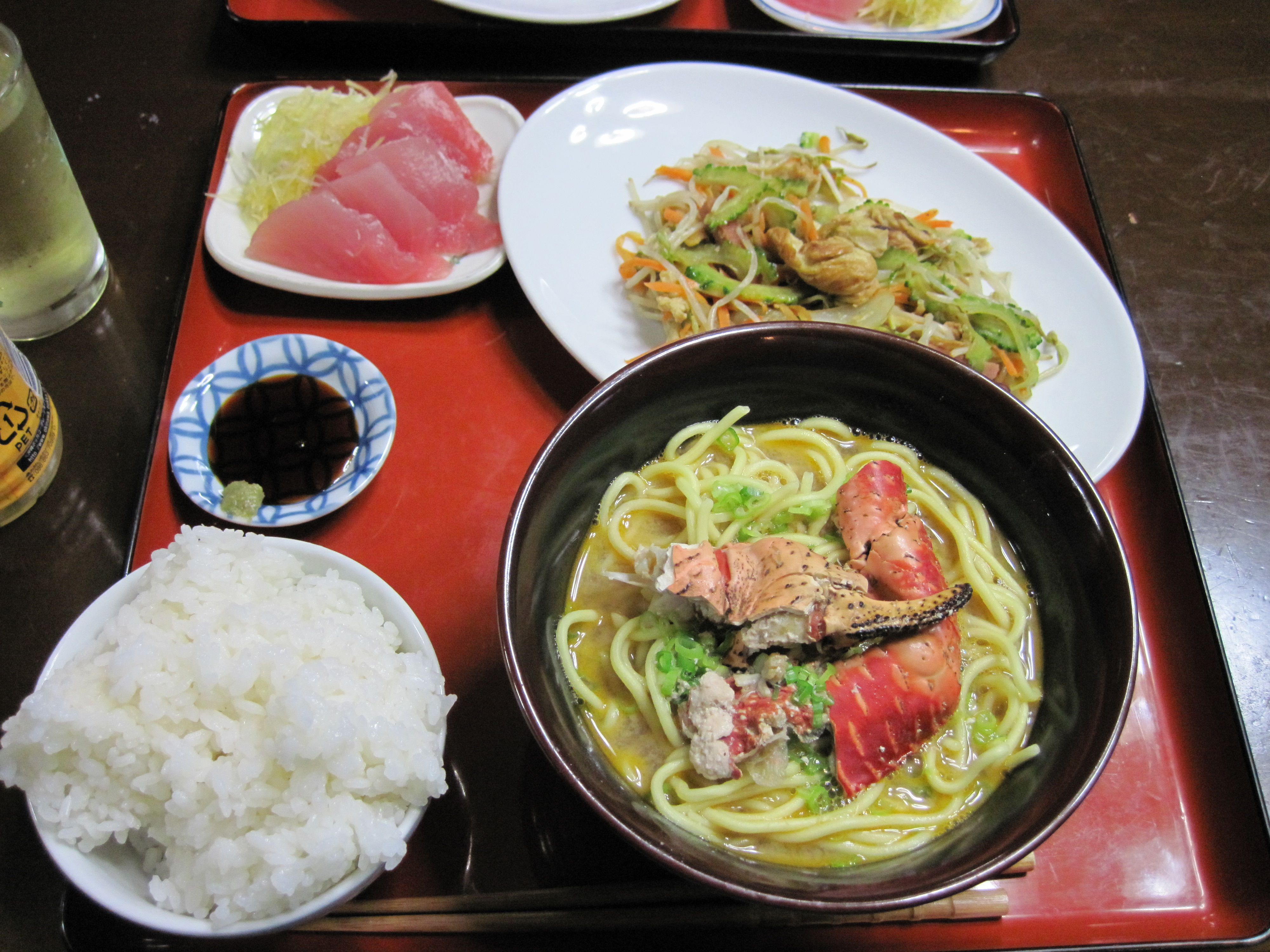
Страва з кокосового краба

## Ресурси Інтернету
- Animal Diversity Web: Birgus latro